# Basketball-Bundesliga 1976/77
Die Saison 1976/77 ist die elfte Spielzeit der Basketball-Bundesliga. Die höchste Spielklasse im deutschen Vereinsbasketball der Herren, bis 1990 beschränkt auf das Gebiet Westdeutschlands ohne die DDR, wurde in einer Liga mit zehn Mannschaften ausgetragen, an die sich Relegations- und Finalrunden anschlossen.

## Saisonnotizen
- Der USC Heidelberg gewann unter dem scheidenden Trainer Hans Leciejewski das Double aus Meisterschaft und Pokalwettbewerb. Der neunte Meisterschaftstitelerfolg, davon jedoch nur zwei seit Einführung der Bundesliga 1966, sollte der vorerst letzte für den damaligen Rekordmeister sein.
- Mit dem Jugoslawen Ljubodrag Simonović vom 1. FC 01 Bamberg wurde ein Weltmeister von 1970 Topscorer der international damals eher zweitrangigen Liga.
- In der eingleisigen Liga wurde im Unterschied zur Vorsaison eine Endrunde der sechs besten Mannschaften sowie eine Relegationsrunde der vier schlechtesten Mannschaften mit den jeweils vier besten Mannschaften der zweigleisigen 2. Basketball-Bundesliga 1976/77 eingeführt. Bis auf die Ergebnisse der Endrundenteilnehmer untereinander, die ein weiteres Rundenturnier austrugen, wurden alle Hauptrundenergebnisse „gestrichen“.
- In der Relegationsrunde konnten alle Erstligisten die Klasse halten bis auf den BC/USC München, für die Neuling TuS Aschaffenburg-Damm aufstieg. Zur folgenden Saison war damit keine Münchner Mannschaft in der Bundesliga mehr vertreten, in der bei ihrer Gründung 1966 drei Mannschaften aus der bayerischen Landeshauptstadt spielten.

## Endstände

### Hauptrunde
| #  | Mannschaft            | Siege | Nieder- lagen | Punkte | Körbe     |
| -- | --------------------- | ----- | ------------- | ------ | --------- |
| 1  | USC Heidelberg        | 15    | 3             | 30:60  | 1530:1327 |
| 2  | SSV Hagen             | 15    | 3             | 30:60  | 1585:1403 |
| 3  | TuS 04 Leverkusen (M) | 13    | 5             | 26:10  | 1703:1444 |
| 4  | MTV 1846 Gießen       | 12    | 6             | 24:12  | 1658:1404 |
| 5  | MTV Wolfenbüttel      | 12    | 6             | 24:12  | 1576:1504 |
| 6  | 1. FC 01 Bamberg      | 10    | 8             | 20:16  | 1546:1563 |
| 7  | SSC Göttingen (N)     | 5     | 13            | 10:26  | 1491:1627 |
| 8  | ASV Köln              | 4     | 14            | 08:28  | 1421:1714 |
| 9  | Post SV Bayreuth (N)  | 2     | 16            | 04:32  | 1435:1697 |
| 10 | BC/USC München        | 2     | 16            | 04:32  | 1435:1697 |

| (M) Meister der Vorsaison____           | (N) Neuling (Aufsteiger) |
| Fett Für Zwischenrunde qualifiziert____ |  Relegations-Plätze      |

### Relegationsrunde
| # | Mannschaft         | Siege | Nieder- lagen | Punkte | Körbe   |
| - | ------------------ | ----- | ------------- | ------ | ------- |
| 1 | ASV Köln           | 7     | 3             | 14:60  | 890:787 |
| 2 | SSC Göttingen      | 7     | 3             | 14:60  | 909:795 |
| 3 | FC Schalke 04      | 7     | 3             | 14:60  | 914:840 |
| 4 | DTV Charlottenburg | 4     | 6             | 08:12  | 814:820 |
| 5 | Hamburger TB       | 3     | 7             | 06:14  | 699:805 |
| 6 | UBC Münster        | 2     | 8             | 04:16  | 705:911 |

| # | Mannschaft          | Siege | Nieder- lagen | Punkte | Körbe     |
| - | ------------------- | ----- | ------------- | ------ | --------- |
| 1 | TuS Aschaffenburg   | 8     | 2             | 16:40  | 819:706   |
| 2 | Post SV Bayreuth    | 7     | 3             | 14:60  | 867:765   |
| 3 | BC/USC München      | 7     | 3             | 14:60  | 894:811   |
| 4 | SV Möhringen        | 5     | 5             | 10:10  | 1003:8950 |
| 5 | Eintracht Frankfurt | 3     | 7             | 06:14  | 821:931   |
| 6 | ADB Koblenz         | 0     | 10            | 00:20  | 0771:1086 |

 Plätze zum Klassenerhalt oder Aufstieg

### Finalrunde
| # | Mannschaft        | Siege | Nieder- lagen | Punkte | Körbe     |
| - | ----------------- | ----- | ------------- | ------ | --------- |
| 1 | USC Heidelberg    | 14    | 6             | 28:12  | 1590:1527 |
| 2 | TuS 04 Leverkusen | 13    | 7             | 26:14  | 1764:1727 |
| 3 | MTV 1846 Gießen   | 11    | 9             | 22:18  | 1723:1602 |
| 4 | SSV Hagen         | 10    | 10            | 20:20  | 1676:1651 |
| 5 | MTV Wolfenbüttel  | 6     | 14            | 12:28  | 1585:1757 |
| 6 | 1. FC 01 Bamberg  | 6     | 14            | 12:28  | 1596:1770 |

 Meister

## Meistermannschaft
| Spieler | Spieler            | Spieler                | Spieler    | Spieler | Spieler | Spieler             |
| Nr.     | Nat.               | Name                   | Geburt     | Größe   | Info    | Letzter Verein      |
| ------- | ------------------ | ---------------------- | ---------- | ------- | ------- | ------------------- |
|         |                    | Guards (PG, SG)        |            |         |         |                     |
| 5       | Deutschland        | Harald Rupp            | 02.09.1952 | 174     | A-Nat   |                     |
| 6       | Deutschland        | Hans-Peter Kaltschmitt |            |         | A-Nat   |                     |
| 8       | Vereinigte Staaten | Hershel Lewis          |            |         |         |                     |
| 15      | Deutschland        | Hans Riefling          |            |         |         |                     |
|         |                    | Forwards (SF, PF)      |            |         |         |                     |
| 4       | Deutschland        | Jochen Schmitt         |            |         | A-Nat   |                     |
| 7       | Deutschland        | Hans Niklas            |            |         | A-Nat   |                     |
| 8       | Deutschland        | Michael Vogel          |            |         |         |                     |
| 10      | /                  | Wolfgang Fengler       |            | 204     | A-Nat   | MTV Wolfenbüttel    |
| 12      | Deutschland        | Reiner Frontzek        |            |         | A-Nat   | ASV Köln            |
| 14      | Deutschland        | Achim Strüven          |            |         |         |                     |
|         |                    | Center (C)             |            |         |         |                     |
| 9       | Deutschland        | Dietrich Keller        | 18.10.1943 | 208     |         |                     |
| 9       | Deutschland        | Bernd Kimpel           |            |         |         | Eintracht Frankfurt |
| 11      | Deutschland        | Achim Heine            |            |         |         | Eintracht Frankfurt |

| Trainer     | Trainer          | Trainer          |
| Nat.        | Name             | Position         |
| ----------- | ---------------- | ---------------- |
| Deutschland | Hans Leciejewski | Cheftrainer      |
| Deutschland | Roland Geggus    | Trainerassistent |

| Legende                | Legende            |
| Abk.                   | Bedeutung          |
| ---------------------- | ------------------ |
| A-Nat                  | Nationalspieler    |
| Kapitän der Mannschaft | Mannschaftskapitän |
| Quellen                |                    |
| Teamhomepage           |                    |

| Legende                | Legende            |
| Abk.                   | Bedeutung          |
| ---------------------- | ------------------ |
| A-Nat                  | Nationalspieler    |
| Kapitän der Mannschaft | Mannschaftskapitän |
| Quellen                |                    |
| Teamhomepage           |                    |